# Patagonsk drake
Patagonsk drake (Andiperla willinki) är en art i insektsordningen bäcksländor som upptäcktes av den franske biologen Jacques Aubert 1956. På grund av artens sällsynthet, litenhet och extrema habitat så troddes den länge vara utdöd. 2001 återupptäcktes den av ett franskt filmteam djupt nere i en glaciärspricka i den chilenska nationalparken Torres del Paine.

## Kännetecken
Insektens färg är rödbrun och svart och den är omkring 15 millimeter lång. 

## Utbredning
Denna insekt lever i Patagonien i Chile och Argentina. 

## Levnadssätt
Den patagonska draken lever uppe på glaciärer, i glaciärsprickor och i vattnet under en glaciär. Den livnär sig på bakterier som lever i isen. Dess förmåga att överleva i extremt låga temperaturer gör den till en extremofil, närmare bestämt en psykrotrof. 